# Förstakammarvalet i Sverige 1885
Förstakammarvalet i Sverige 1885 var ett val i Sverige. Valet utfördes av landstingen och i de städer som inte hade något landsting utfördes valet av stadsfullmäktige. 1885 fanns det totalt 847 valmän, varav 841 deltog i valet.
I Värmlands läns valkrets ägde valet rum den 9 april. I Södermanlands läns valkrets, Hallands läns valkrets, Göteborgs och Bohusläns valkrets, Älvsborgs läns valkrets, Skaraborgs läns valkrets, Örebro läns valkrets, Gävleborgs läns valkrets och Jämtlands läns valkrets ägde valet rum den 22 september. I Västernorrlands läns valkrets och halva Västerbottens läns valkrets ägde valet rum den 23 september. I andra halvan av Västerbottens läns valkrets ägde valet rum den 24 september. I halva Kristianstads läns valkrets och Malmöhus läns valkrets ägde valet rum den 29 september. I Blekinge läns valkrets ägde valet rum den 30 september och i andra halvan av Kristianstads läns valkrets ägde valet rum den 1 oktober.

## Invalda riksdagsmän
Södermanlands läns valkrets:
- Gustaf Victor Schotte

Blekinge läns valkrets:
- Lars Olsson Smith

Kristianstads läns valkrets:
- Sven Adolf Hedlund
- Fredrik Barnekow, skån

Malmöhus läns valkrets:
- Christen Christenson

Hallands läns valkrets:
- Wilhelm Lothigius

Göteborgs och Bohusläns valkrets:
- Albert Ehrensvärd
- Anton Niklas Sundberg
- Johan Leffler

Älvsborgs läns valkrets:
- Robert von Kræmer
- Fredrik von Essen
- Pehr Lithander

Skaraborgs läns valkrets:
- Johan Boström
- Anders Wallenius

Värmlands läns valkrets:
- Henrik Gyllenram

Örebro läns valkrets:
- Robert Montgomery-Cederhielm, Lmp:s filial
- Magnus Unger, prot

Gävleborgs läns valkrets:
- Christian Lundeberg

Västernorrlands läns valkrets:
- Johan Severin Axell

Jämtlands läns valkrets:
- Erik Magnus Grenholm

Västerbottens läns valkrets:
- Robert von Hedenberg
- August Almén